# Pedro Régis
Pedro Régis är en kommun i Brasilien.   Den ligger i delstaten Paraíba, i den östra delen av landet, 1 700 km nordost om huvudstaden Brasília. Antalet invånare är 5 779. Arean är 73 kvadratkilometer.
Terrängen i Pedro Régis är platt.
Omgivningarna runt Pedro Régis är en mosaik av jordbruksmark och naturlig växtlighet. Runt Pedro Régis är det ganska tätbefolkat, med 111 invånare per kvadratkilometer.